# エスユー
株式会社エスユー（SU）は、東京都港区東新橋に本社を置くテレビ番組の編集、MA(マルチオーディオ)などを主な事業内容とする日本のポストプロダクション。

## 概要

### 旧 株式会社サウンド ユニバース
1979年3月1日に設立。

### 社名変更以降
2014年2月4日に株式会社サウンド ユニバースを存続会社として、株式会社エスユーの社名変更となり、同年4月1日から業務開始。

## 主な実績作品
（凡例）太字：現在放送中の番組、無：編集／MAの全般番組、音：音声／MA担当のみ番組。旧社サウンドユニバース時代を含む。

### インターネット配信
レギュラー番組
- 有吉弘行の脱ぬるま湯大作戦（Amazonプライム・ビデオ、テレバイダー、ザ・スピングラス、ガッツエンターテイメント　2018年8月-）
- 全力部活!E高（AbemaTV、MMJ　2018年10月-）